# Осина талія

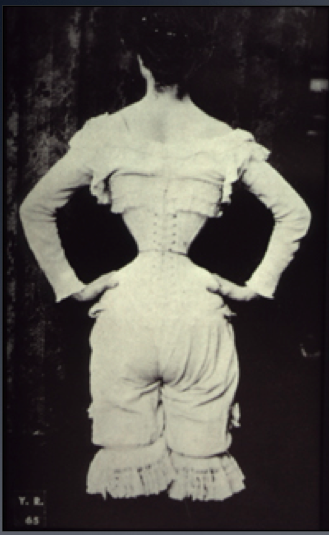
Фотографія (1890)

Оса талія — жіночий модний силует, створений за допомогою корсета та пояса, який пережив різні періоди популярності в XIX та XX століттях. Його основною особливістю є різкий перехід від природної ширини грудної клітки до надзвичайно тонкої талії, з вигнутими внизу стегнами. Свою назву термін отримав через схожість із сегментованим тілом оси. Різко стиснута лінія талії також підкреслює стегна та бюст.

## Історія
У XIX столітті середній розмір талії в корсеті коливався від 23 та 31 дюйм (58 та 79 см), обхват талії оси від 16 до 18 дюймів (41 до 46 см) були незвичайними і не вважалися привабливими. Жіночі журнали розповідали про побічні ефекти тугого шнурування, проголошуючи, що «якщо жінка зв'язується і підперезується, поки вона не досягне лише двадцяти трьох дюймів, а в деяких випадках, поки вона не досягне лише двадцяти одного дюйма, вона повинна робити це за рахунок комфорту, здоров'я та щастя». Натомість мода створила ілюзію маленької талії, використовуючи пропорції, розташування смуг і колір. Для створення ілюзії осиної талії іноді використовували ретуш фотографій.
Надзвичайно туга шнурівка (38-46 см) була модою наприкінці 1870-х і 1880-х років, яка тривала приблизно до 1887 року.

## Вплив на здоров'я
Серед безлічі медичних проблем, з якими стикалися жінки, щоб досягти цих кардинальних розмірів, були деформовані ребра, ослаблені м'язи живота, деформовані та вивихнуті внутрішні органи та респіраторні захворювання. Зміщення та спотворення репродуктивних органів значно підвищували ризик викидня та смерті матері.